# Filosofia della musica moderna
Filosofia della musica moderna (titolo originale: Philosophie der neuen Musik) è un saggio del filosofo tedesco Theodor Adorno del 1949. Come musicologo, Adorno è stato una delle più importanti ed influenti personalità dell'estetica novecentesca. Alla sua breve esperienza di compositore (era stato allievo, tra gli altri, di Alban Berg) fu dovuta la particolare attenzione che ebbe per questo campo artistico.
Nell'opera, le linee di fondo del Novecento musicale sono rappresentate da due figure contrapposte, Schönberg e Stravinskij. La loro poetica, profondamente immersa nella dialettica storica, riflette le ansie, i timori, le contraddizioni e la violenza del tempo. Attraverso la musica, i due compositori rivelano in vario modo la crisi dell'Individuo, oppresso da forme di dominio che rendono vana ogni aspirazione alla libertà.

## Contenuto
Il libro è composto da due saggi: "Schönberg e il progresso", che risale al 1941, e "Stravinskji e la restaurazione". Le tesi qui sostenute sono una continuazione della riflessione aperta dal filosofo francofortese nel suo Dialettica dell'illuminismo: a partire da un'analisi formale del linguaggio musicale, Adorno lo riduce a pura manifestazione delle tendenze sociali. Il presupposto di carattere sociologico è che, in una civiltà dominata dalla divisione del lavoro, la musica abbia perduto la sua autonomia. Per Adorno, ogni compositore deve scegliere tra un atteggiamento ideologicamente progressivo e regressivo; tale scelta ne determina l'atteggiamento nei confronti del linguaggio musicale. I poli opposti di questa dialettica sono rappresentati, nel saggio, da Schönberg e Stravinskij. Da un lato, la musica dodecafonica rappresenta il versante antagonista e progressista rispetto alla realtà attuale; essa «riflette l'immagine della repressione totale ma non ne convalida l'ideologia» Dall'altro, il neoclassicismo di Stravinskij rappresenta un «ritorno positivo a ciò che è andato in rovina»: rinunciando a una forma moderna, egli sacrifica la propria autonomia, riproducendo la sottomissione dell'individuo alla totalità del sistema sociale.